# Operación Cumbre de Halcón
La Operación Cumbre de Halcón (nombre de la operación en inglés: Falcon Summit; en pashto: Baaz Tsuka) fue una operación liderada por las tropas canadienses en el marco de la Batalla de Panjwaii durante la Guerra de Afganistán.
Las fuerzas de la OTAN lanzaron la operación el 15 de diciembre de 2006, con intención de expulsar a los combatientes talibán de los distritos de Panjwai y Zhari, en la provincia de Kandahar.
Las tropas canadienses estuvieron luchando duramente contra los talibanes en la zona durante meses. Aunque la operación fue ejecutada bajo mando británico, la mayoría de los movimientos y elementos sobre el terreno fueron canadienses, que operaban desde la base de operaciones avanzada instalada en el distrito durante la Operación Mountain Thrust y la Operación Medusa.